# Pericentrina
La pericentrina, al igual que la centrina, es una proteína asociada a microtúbulos. Su función principal es intervenir en la biogénesis de los centriolos durante su duplicación. En humanos viene codificada por el gen PCNT. Es una proteína de gran tamaño, pues posee una longitud de 3336 aminoácidos y una masa molecular de 378 kDa. Su falta o defectos genéticos está relacionado con una resistencia severa a la insulina e, incluso, con la diabetes. Además de estas, puede producir otros trastornos como el síndrome de Seckel o enanismo. Recibe, también, el nombre de kendrina; aunque el nombre recomendado para su designación es el de pericentrina. Su gen se ubica en el cromosoma humano 21.